# Karma (Kollo)
Karma ist eine Landgemeinde im Departement Kollo in Niger.

## Geographie

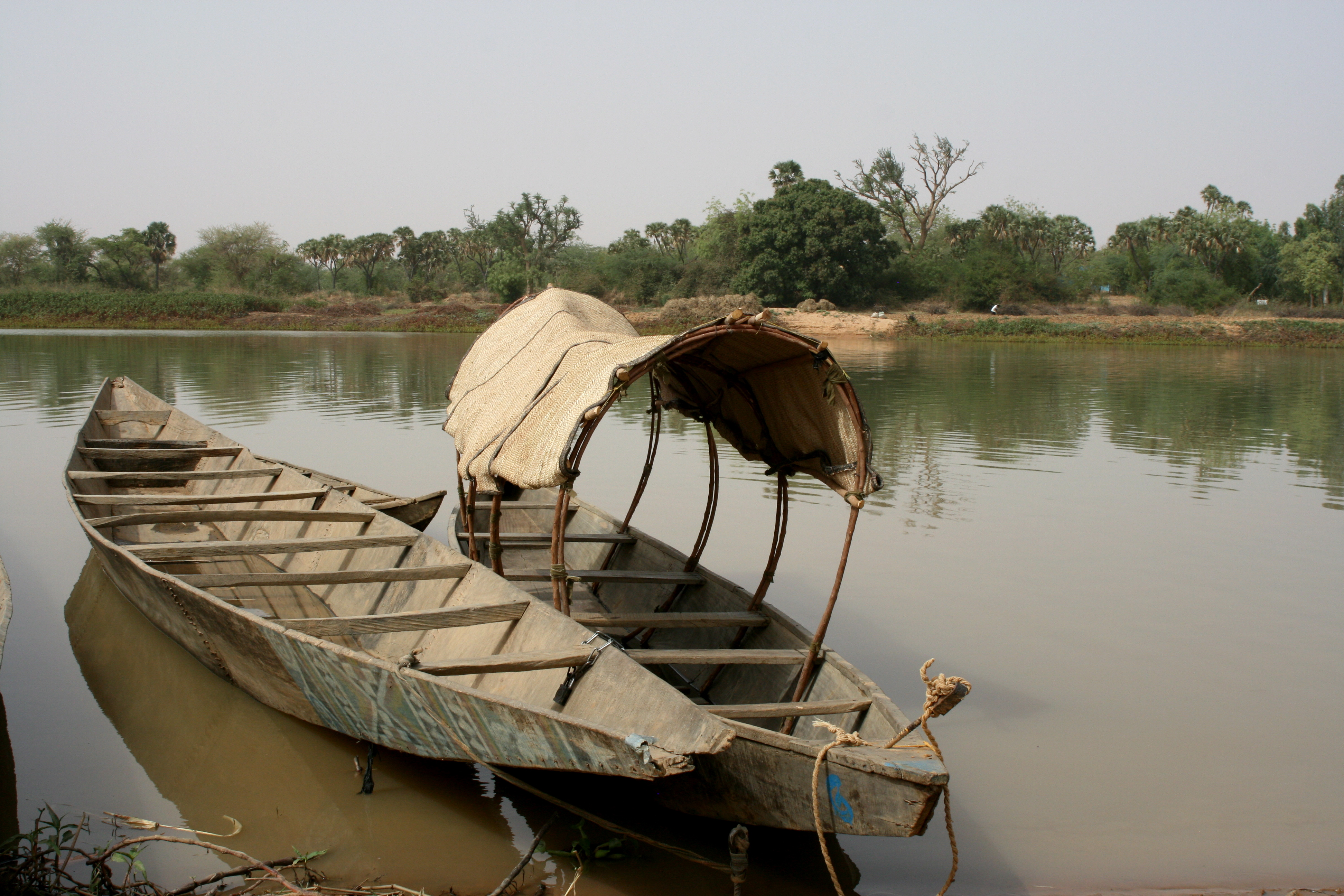
Fluss Niger beim Dorf Boubon in Karma (2008)

Die Gemeinde Karma wird zur Übergangszone zwischen Sahel und Sudan gerechnet. Sie liegt in einem Tafelland mit weiten Tälern am Fluss Niger. Die Gemeinde grenzt im Südosten an die Hauptstadt Niamey. Die weiteren Nachbargemeinden sind Kourteye im Nordwesten, Simiri im Norden, Hamdallaye im Osten, Bitinkodji im Süden und Namaro im Südwesten.
Bei den Siedlungen im Gemeindegebiet handelt es sich um 70 Dörfer, 56 Weiler und 10 Lager. Der Hauptort der Landgemeinde ist das Dorf Karma. Zu den Siedlungen am Fluss Niger ausgehend vom Hauptort zählen stromaufwärts Niamé, Komba Goura, Koutoukalé Kado, Koutoukalé Zéno, Koutoukalé Kourtey, Koutoukalé Koira Tégui, Zama Koira Tégui, Zama Koira Zéno und Kondo Tondi sowie stromabwärts Karma Goungou, Bantouré, Kanta, Bangawi Zarma, Tagabati, Boubon und Kanazi.

## Geschichte

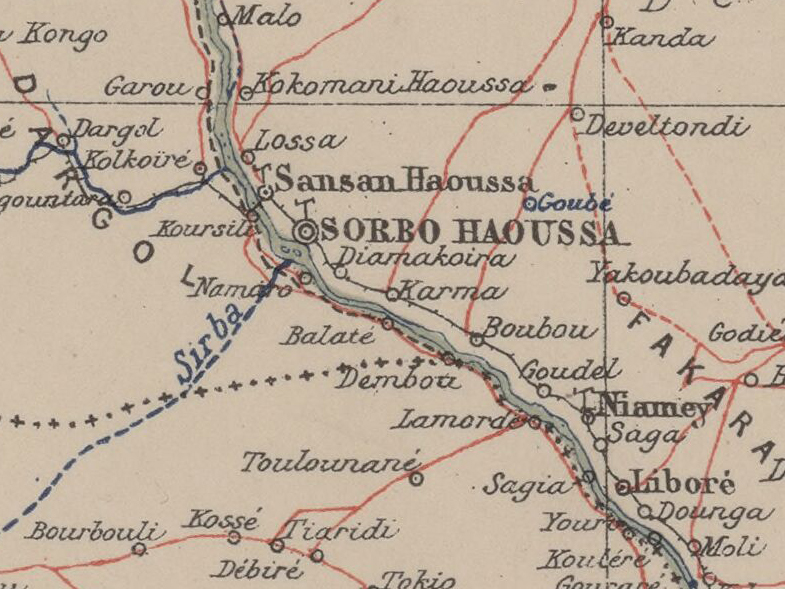
Ausschnitt einer Karte von 1903 mit Karma im Zentrum

Das im Gemeindegebiet gelegene Dorf Boubon wurde um das Jahr 1340 von einer Gruppe Songhai gegründet. Nach dem Untergang des Songhaireichs 1591 gehörte Karma zu jenen Orten im heutigen Niger, an denen sich Songhai-Flüchtlinge unter einem Nachkommen der ehemaligen Herrscherdynastie Askiya niederließen. Im 17. Jahrhundert besiedelten Zarma den Ort. Im 19. Jahrhundert war Karma von Raubzügen der Zarma aus N’Dounga betroffen.
Die französische Kolonialverwaltung richtete 1906 einen Kanton in Karma ein. Die Landgemeinde ging 2002 bei einer landesweiten Verwaltungsreform aus dem Kanton Karma hervor. Bei der Flutkatastrophe in West- und Zentralafrika 2010 wurden 15.014 Einwohner von Karma als Katastrophenopfer eingestuft. Karma war damit die nach Namaro am zweitstärksten von der Katastrophe betroffene Gemeinde Nigers.

## Bevölkerung

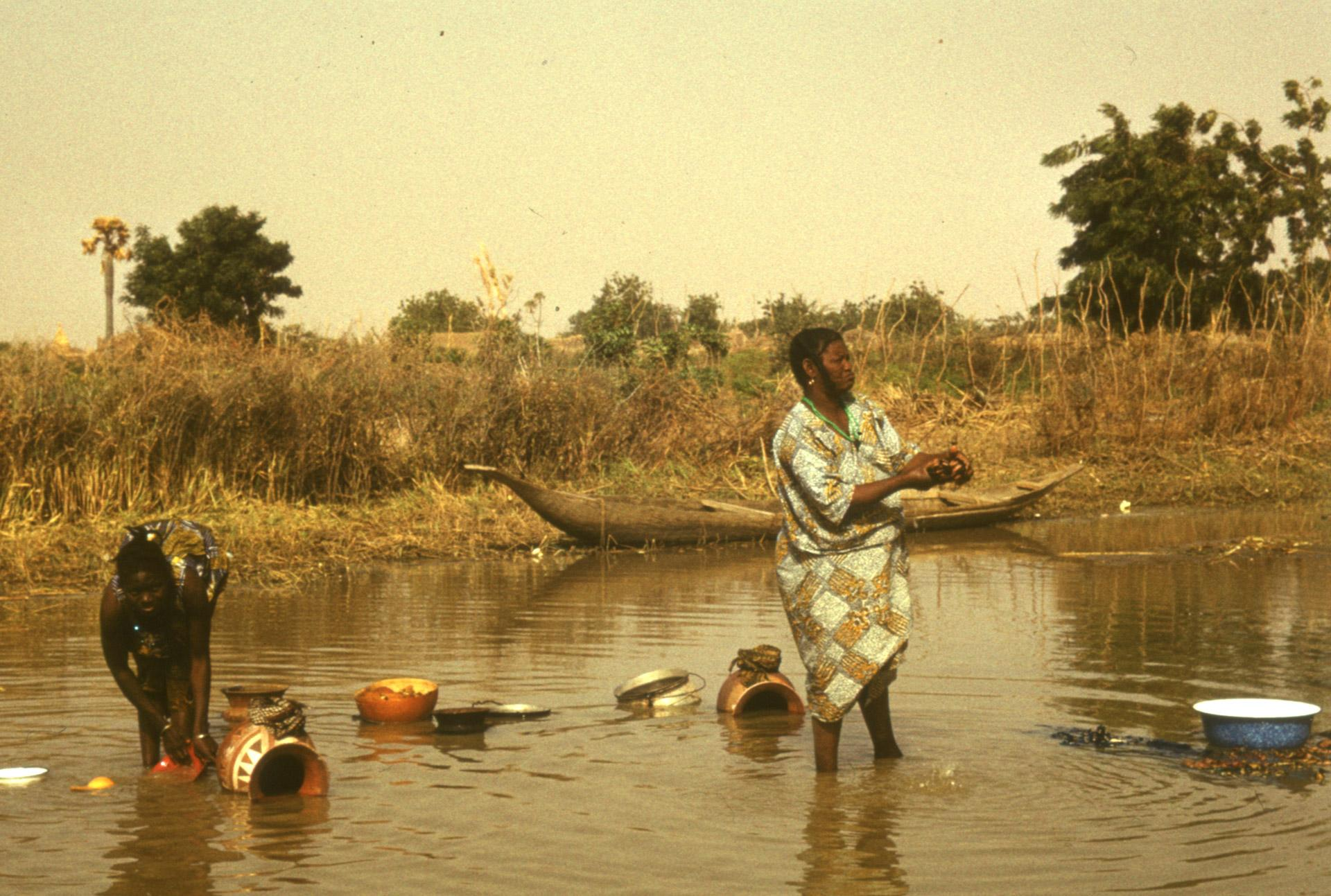
Frauen in Karma beim Geschirrwaschen (1976)

Bei der Volkszählung 2012 hatte die Landgemeinde 88.224 Einwohner, die in 9499 Haushalten lebten. Bei der Volkszählung 2001 betrug die Einwohnerzahl 51.449 in 6560 Haushalten.
Im Hauptort lebten bei der Volkszählung 2012 8505 Einwohner in 998 Haushalten, bei der Volkszählung 2001 5524 in 703 Haushalten und bei der Volkszählung 1988 5426 in 760 Haushalten.
In ethnischer Hinsicht ist die Gemeinde ein Siedlungsgebiet von Songhai, Zarma, Fulbe, Arawa und Wogo. In Karma wird der Zarma-Dialekt Kaado gesprochen.

## Politik und Justiz

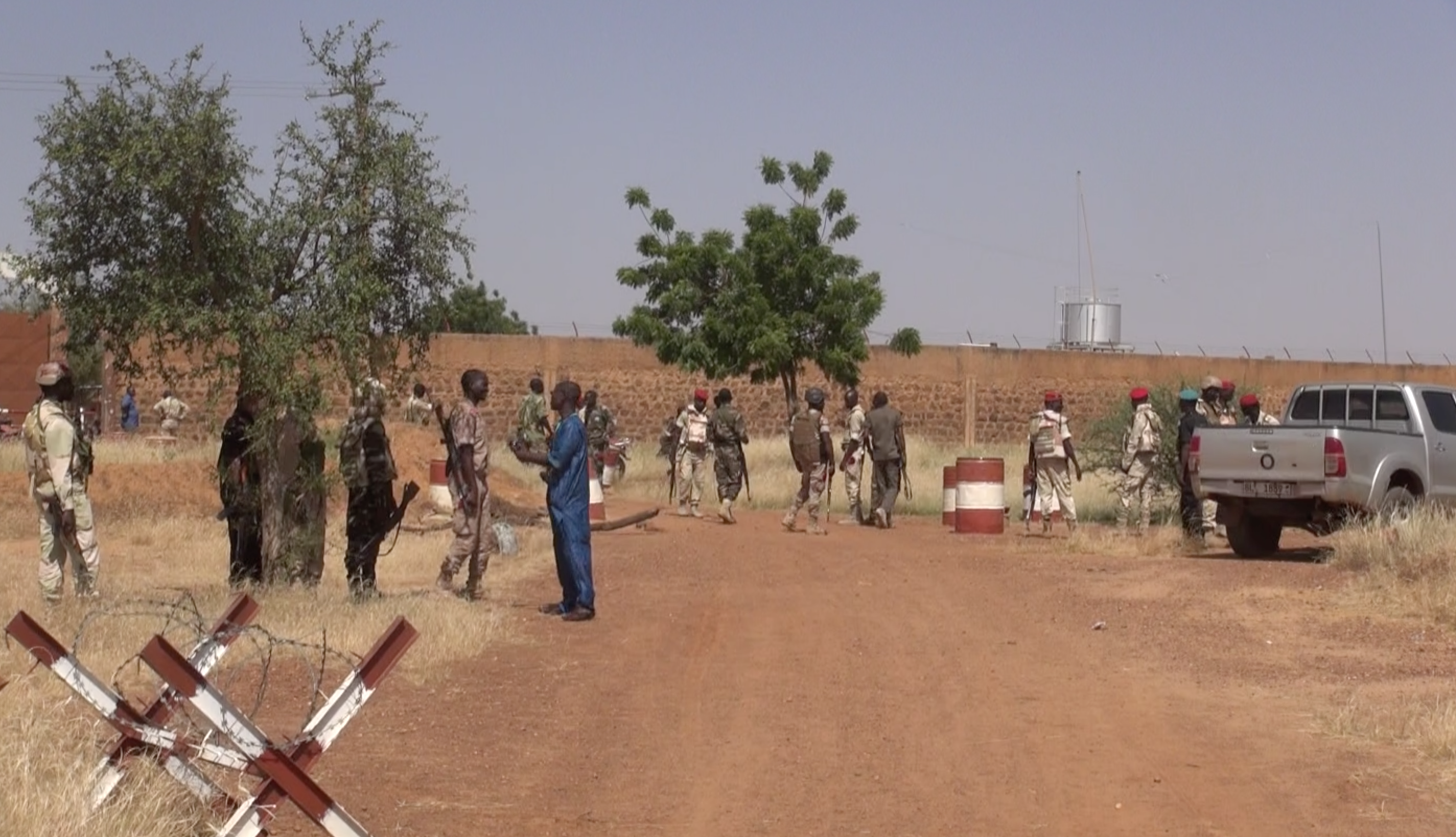
Sicherheitskräfte vor dem Hochsicherheitsgefängnis Koutoukalé (2016)

Der Gemeinderat (conseil municipal) hat 22 gewählte Mitglieder. Mit den Kommunalwahlen 2020 sind die Sitze im Gemeinderat wie folgt verteilt: 9 MODEN-FA Lumana Africa, 5 AMEN-AMIN, 3 MNSD-Nassara, 3 PNDS-Tarayya, 1 MPR-Jamhuriya und 1 PJP-Génération Doubara.
Jeweils ein traditioneller Ortsvorsteher (chef traditionnel) steht an der Spitze von 65 Dörfern in der Gemeinde, darunter dem Hauptort.
Das Hochsicherheitsgefängnis Koutoukalé hat eine Aufnahmekapazität von 250 Insassen.

## Kultur
In Karma gibt es eine Schule für die Ausbildung von Djesseré. Dabei handelt es sich um Erzähler der Songhai-Zarma-Gesellschaft, die historische Überlieferungen in langen Vorträgen weitergeben.

## Wirtschaft und Infrastruktur

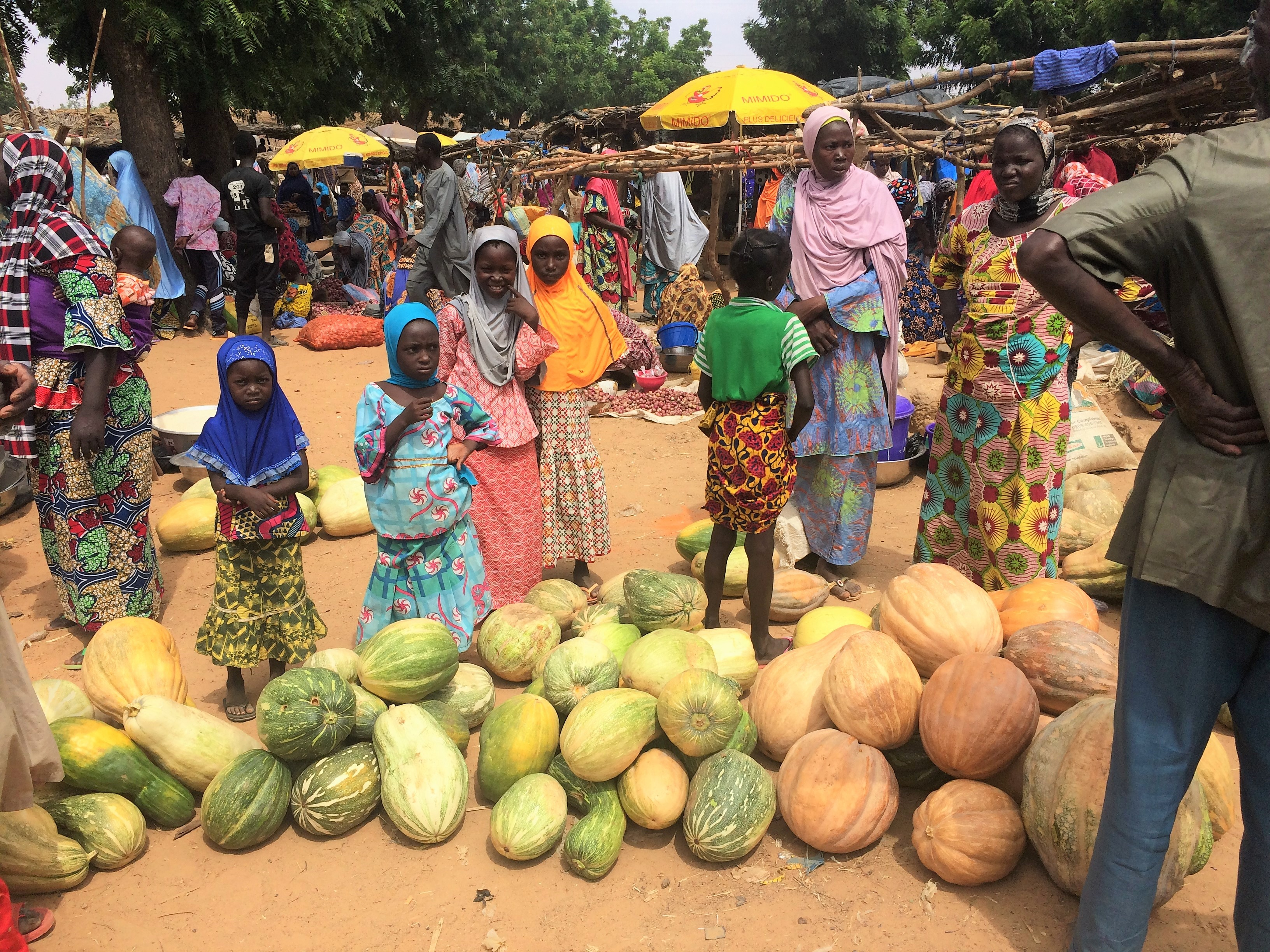
Wochenmarkt im Dorf Boubon (2018)

Die Hauptbeschäftigung der Bevölkerung besteht aus Ackerbau im Buschland und aus Reisanbau an den Uferböschungen des Flusses Niger. Das 123 Hektar große Reisanbaugebiet von Karma wurde 1971 angelegt. Es wird von vier Kooperativen aus den Dörfern Karma, Bantouré, Bangawi Zarma und Kanta bewirtschaftet. Die Niederschlagsmessstation im Hauptort liegt auf 187 m Höhe und wurde 1977 in Betrieb genommen. Seit langem üblich ist die saisonale Arbeitsmigration nach Togo, in die Elfenbeinküste und nach Ghana. In Karma bestehen ein täglich geöffneter Markt mit etwa zwanzig Geschäften und Restaurants sowie ein Wochenmarkt mit über 400 Ausstellern.
Im Hauptort gibt es ein Gesundheitszentrum des Typs Centre de Santé Intégré (CSI), das über ein eigenes Labor und eine Entbindungsstation verfügt und das 2016 für die Versorgung von über 36.000 Menschen zuständig war. Einen großen Anteil der Patienten machen saisonale Arbeitsmigranten aus, die mit Erkrankungen aus der Elfenbeinküste zurückkehren. Der CSI im Zarma-Dorf Koutoukalé war 2016 für die Gesundheitsversorgung von über 12.300 Menschen zuständig. Nachdem es 2015 zu einer Meningitis-Epidemie mit landesweit 358 Todesfällen gekommen war, wurden im Folgejahr Tausende Menschen gegen die Krankheit geimpft, wobei Koutoukalé mit über 5000 Impfungen neben Gounfara, Malbaza und Niamey eines der Zentren der Aktion des Gesundheitsministeriums war. Weitere Gesundheitszentren des Typs Centre de Santé Intégré (CSI) sind in den Siedlungen Boubon, Koné Béri, Niamé und Tagabati vorhanden.
Allgemein bildende Schulen der Sekundarstufe sind der CEG Karma und der CEG FA Tagabati. Das Kürzel CEG steht dabei für Collège d’Enseignement Général und das auf einen Schwerpunkt auf die arabische zusätzlich zur französischen Sprache hinweisende Kürzel CEG FA für Collège d’Enseignement Général Franco-Arabe. Beim Centre de Formation aux Métiers de Karma (CFM Karma) handelt es sich um ein Berufsausbildungszentrum.
Parallel zum Niger-Ufer verläuft die asphaltierte Nationalstraße 1, die mit 1601,7 Kilometern längste Fernstraße Nigers. Der Hauptort ist über die einen Kilometer lange Route 679 und Dorf Koutoukalé Zéno über die vier Kilometer lange Route 651 mit der Nationalstraße 1 verbunden. Durch den Westen der Gemeinde Karma führt die 294,7 Kilometer lange Nationalstraße 24 zwischen Niamey und der Staatsgrenze zu Mali.